# César Junaro
César Junaro Durán (Oruro, Bolivia, 22 de noviembre de 1951) es un destacado cantautor boliviano que forma parte de la agrupación folclórica Savia Nueva, también ha trabajado en solitario explorando diversos géneros. Fue docente del Conservatorio Nacional de Música, director del taller de música de la Universidad Mayor de San Andrés, asistente de dirección y jefe de estudios de la Orquesta Experimental de Instrumentos Nativos.

## Biografía
Nació en Oruro en 1951. Reside en La Paz, en el municipio de Achocalla. Es hermano de los cantantes Emma Junaro y Jaime Junaro, quienes señalan la importancia del apoyo familiar en su incursión en la música, encarnado principalmente en su padre Marcelino Junaro.
Estudió en el Conservatorio Nacional de Música, en el taller de música de la UMSA y en cursos latinoamericanos de música popular. Desarrolló principalmente el uso de la guitarra, además conoce la ejecución de instrumentos de viento tradicionales y rudimentos de piano.
Es integrante y actual director y arreglista de Savia Nueva, grupo con el que ha realizado presentaciones en Nicaragua, Venezuela, Ecuador, Perú, Argentina y Bolivia. Representaron a Bolivia en el Festival Latinoamericano por el Sesquicentenario del nacimiento del libertador Simón Bolívar realizado en 1983 en cinco ciudades de Venezuela. En el II Festival de la Nueva Canción Latinoamericana realizado en Managua-Nicaragua, llevado a cabo en el mismo año y en el III Festival de la Nueva Canción Latinoamericana realizado en Quito en 1984. 
En 2016 colaboró junto a su hermano Jaime Junaro con la banda José Andrëa y Uróboros, interpretando el tema Los mineros volveremos. Esta colaboración fue grabada en directo para el disco La Paz, donde todo es posible.
Entre sus obras musicales destacan:
- Paloma (1975)
- Mientras estás ausente (1980)
- Los mineros volveremos (1985)
- Instante de Vida. Memorial de Víctor Jara (2021, seis canciones)
- Yawar Fiesta (2018, para cuarteto de Cornos, cuatro movimientos)
- Chipaya (1983, para Orquesta de Instrumentos Nativos)
- Tani (1997, música electroacústica).

## Discografía
Con Savia Nueva:
- Deja a la vida volar
- El cóndor vuelve
- Canción por un continente
- Los mineros volveremos

En solitario:
- Tu semilla (junto a Emma Junaro y Jaime Junaro)
- Instrumentales latinoamericanos (junto a Marcelo Peña)

## Reconocimientos
- Reconocimiento del Órgano Electoral Plurinacional “por su aporte a la recuperación de la democracia”, 2022.
- Reconocimiento de la Asamblea Legislativa Departamental de Oruro por 40 años de trayectoria musical, 2015.
- Reconocimiento del Gobierno Autónomo Municipal de La Paz por “45 años de notable contribución como compositor e intérprete de la música boliviana y latinoamericana”, 2014.
- Reconocimiento del Gobierno Autónomo de La Paz en el Bicentenario de la ciudad, 2009.
- Reconocimiento del Gobierno Autónomo Municipal de La Paz a “personalidades orureñas que con sus actividades, labores y servicios se han destacado por su aporte a favor del desarrollo del Municipio de Nuestra Señora de La Paz y de la República de Bolivia”, 2009.[1]